# UNESCOs Verdensarvsliste
UNESCOs Verdensarvsområder er bestemte steder udpeget som bevaringsværdige af det internationale verdensarvsprogram, som administreres af UNESCO. Verdensarv kan både være enestående natur i form af skove, bjergkæder, søer, ørkener, koralrev og gletsjere. Og det kan være kulturminder i form af bygninger, kvarterer og hele byer.
Programmets mål er at optegne, benævne og beskytte steder, som har enestående betydning og betragtes som menneskehedens fælles arvegods Områder, der bliver optaget på Verdensarvslisten, kan modtage midler fra World Heritage Fund på bestemte betingelser.
Programmet bygger på Convention Concerning the Protection of World Cultural and Natural Heritage (Konventionen om beskyttelse af verdens kulturelle og naturmæssige arvegods), som blev vedtaget på UNESCOs generalforsamling den 16. november 1972.
Listen omfatter pr.  januar 2020 1.121 steder, heraf 869 kulturelle, 213 naturlige og 39 blandede. Hele 53 steder på listen over Verdensarvsområder vurderes at være i fare.
I alt 191 lande har ratificeret World Heritage Convention. 
Der er indtil nu fjernet to steder fra listen. Det Arabiske Oryx-reservat i 2007 og Dresdendalen i 2009. Oryx-reservatet blev slettet, efter at Oman havde indskrænket arealet med 90 %. Dresdendalen blev fjernet efter beslutning om at bygge en firsporet bro over de centrale dele af det kulturelle landskab, der betød, at det ikke kunne opretholde sin "enestående universelle værdi".

## Kriterier
Frem til og med 2004 var kriterierne for udvælgelse af verdensarven delt i to lister – én liste med seks kulturarv-kriterier og én med fire naturarv-kriterier. Fra og med 2005 slog man de to sammen til en fælles liste bestående af 10 punkter. For at et sted skal optages på listen over verdensarv må det opfylde mindst et af disse kriterier, med en undtagelse for kriterium (vi), som fortrinsvis bør anvendes sammen med andre kriterier.
|      | KRITERIUM |
| I    | Repræsenterer et mesterværk af menneskelig kreativ genialitet. |
| II   | Viser en vigtig udveksling af menneskelige værdier, over et tidsrum eller inden for et kulturområde i verden, af udvikling inden for arkitektur, teknologi, monumentalkunst, byplanlægning eller landskabsudformning.                                                                        |
| III  | Bærer et enestående, eller i det mindste sjældent, vidnesbyrd om en kulturel tradition eller om en levende eller uddød civilisation. |
| IV   | Er et fremragende eksempel på en type bygningsværk, arkitektonisk eller teknologisk samling, der illustrerer et eller flere betydelige trin i menneskets historie. |
| V    | Er et fremragende eksempel på en traditionel menneskelig bosættelse, jordbrug eller havbrug, som er repræsentativ for en kultur (eller flere kulturer) eller viser menneskelig samhandling med miljøet, særligt der hvor det er blevet sårbart under virkningen af ireversible forandringer, |
| VI   | Berører eller er direkte knyttet til hændelser eller levende traditioner, med ideer eller overbevisninger eller med kunstneriske eller litterære arbejder af universel betydning. |
| VII  | Indeholder fantastiske naturfænomener eller områder med sjælden naturskønhed og æstetisk betydning. |
| VIII | Er et fremragende eksempel på hovedperioder i Jordens historie, inkluderet bevis for liv, betydningsfulde pågående geologiske processer i udviklingen af landformer, eller betydningsfulde geomorfe- eller fysiografiske kendetegn.                                                          |
| IX   | Er et fremragende eksempel, som repræsenterer betydningsfulde pågående økologiske eller biologiske processer i fremvæksten og udviklingen af økosystem og samfund af planter og dyr på landjorden, i ferskvand, ved kysten eller i havet.                                                    |
| X    | Indeholder de vigtigste og mest betydningsfulde naturlige leveområder for stedsegen bevarelse af biologisk mangfoldighed, inklusive områder, som indeholder truede arter med særlig universel værdi fra et videnskabeligt eller bevaringsmæssigt ståsted.                                    |

## Udvikling i antal områder
Ved udgangen af 2005 var i alt 812 områder, fordelt på 137 lande, blevet optaget på listen. Af dem var de 628 kulturværdier, de 160 naturområder og de 24 blandede natur- og kulturværdier.
I april 2009 var der i alt 878 lokaliteter på listen, heraf 679 lokaliteter med kulturværdier, 174 naturområder og 25 blandede natur- og kulturværdier i 145 forskellige lande.
I november 2018 var i alt 1092 steder optaget på listen, hvoraf 845 er kulturværdier, 209 naturområder og 38 blandede natur- og kulturværdier i 167 lande.

## Verdensarvsområder
- Verdensarvsområder i Afrika
- Verdensarvsområder i Asien og Australasien
- Verdensarvsområder i Europa
- Verdensarvsområder i Nord- og Sydamerika
- Verdensarvsområder i fare

## Danske verdensarvsområder
Den danske verdensarv udpeges efter indstilling fra Kulturministeriet. 
Kulturministeren indbyder til optagelse på en kandidatliste, som efter nærmere vurdering kan komme i betragtning.

### Kulturel verdensarv
- Jellingmonumenterne (runesten, gravhøje og kirke), optaget på verdensarvslisten i 1994.[6]
- Roskilde Domkirke, optaget i 1995.[7]
- Kronborg, optaget i 2000.[8]
- Christiansfeld, optaget i 2015.[9]
- Parforcejagtlandskaberne i Nordsjælland, de gamle jagtlandskaber  i Store Dyrehave og Gribskov samt Jægersborg Hegn og Jægersborg Dyrehave optaget i 2015.[10]
- De fem danske ringborge Trelleborg ved Slagelse, Aggersborg, Nonnebakken, Borgring og Fyrkat optaget i 2023[11].

### Verdensarvsnatur
- Ilulissat Isfjord, optaget i 2004[12]
- Den danske del af Vadehavet, optaget i 2014.[13][14][15][16][17]
- Stevns Klint, optaget i 2014.[18]
- Møns Klint, optaget i 2025[19].

Derudover er det tidligere danske konsulat i  byen Essaouira, Marokko, tegnet af den danske arkitekt Vilhelm Schrøder, optaget på verdensarvslisten i 2001, sammen med resten af byen.